# 航空管制官
航空管制官（こうくうかんせいかん、英語: Air Traffic Controller, ATC）は、航空交通管制業務に従事する者。

## 概要
世界的には国家は監督業務のみを行い、航空管制業務を民間の非営利団体に委託し、費用も税金ではなく航空会社などからの手数料収入から充てている国が多い。
日本では、主として国土交通省に所属する国家公務員と、各自衛隊に所属する管制員、そして米軍人がその任を担っている。
航空機に管制指示等を与えることにより、航空機の異常接近・衝突を防ぎ空域の航空交通管理をおこない、安全で円滑な航空機の運航（航空安全）を支えるのが主な業務である。

## 航空管制業務
航空管制官は下記の機関で航空管制業務を行う。

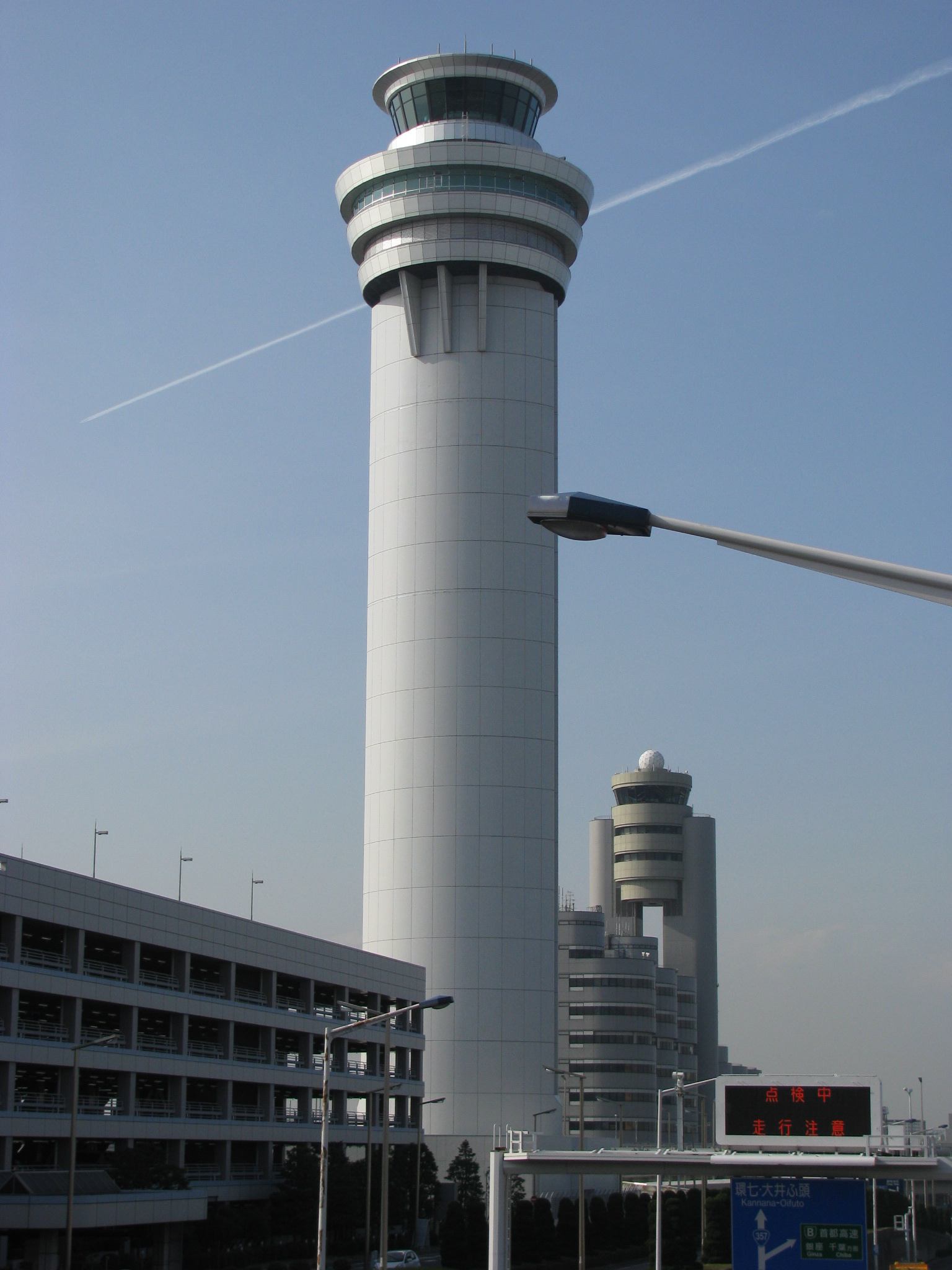
東京国際空港の管制塔。最上階の管制室では飛行場管制業務が行われる。

- 航空交通管理センター (Air Traffic Management Center)
  - 航空交通管理管制業務
- 管制区管制所（Area Control Center）
  - 航空路管制業務
    - レーダーを用いない航空路管制業務
    - レーダーを用いる航空路管制業務

  - 進入管制業務（航空交通管制部でおこなうものに限る）
- ターミナル管制所（Approach/Departure/Radar）
  - 進入管制業務（航空交通管制部でおこなうものを除く）
  - ターミナルレーダー管制業務
  - ターミナルコントロールエリア（TCA）が指定されているところではTCAアドバイザリー業務（呼出符号はTCA）
- 飛行場管制所（Tower/Ground/Delivery）の業務
  - 飛行場管制業務
- 着陸誘導管制所（GCA）の業務
  - 着陸誘導管制業務

それぞれの管制業務については航空交通管制を参照のこと。

## 日本

### 身分
日本における航空管制官の身分は、国土交通省航空局の国家公務員（航空管制官）、防衛省の各自衛隊に所属する特別職国家公務員（管制員）、もしくはアメリカ軍所属の軍人である。本「日本」節で特に断りのない場合は、国土交通省航空局の航空管制官を念頭に置いている。
諸待遇については、業務の特殊性から専門行政職俸給表の適用を受ける。ただし、航空保安大学校での基礎研修受講中および修了後に各官署の先任航空管制官付として転任し、技能証明取得によって正式に航空管制官として任用されるまでの間は、行政職（一）俸給表の適用を受ける。
自衛隊に所属する航空管制官は専任の自衛官であり、特別職の国家公務員として任用されている。養成教育は航空自衛隊第5術科学校が一括して実施し、技能証明取得の際の技能試験は国土交通省航空局の試験官が実施している。なお自衛隊所属の管制員は、それぞれについて採用試験が異なり、航空自衛隊、海上自衛隊においては、入隊後の基礎的教育訓練期間中（自衛官候補生時）に希望や適性試験により術科学校の入校が選抜され、第5術科学校卒業により航空管制部門への配属が決定して部隊でのOJTが行なわれる。陸上自衛隊においては、希望する隊員に適性試験を実施し、選抜者を第5術科学校に入校させている。

### 業務の形態

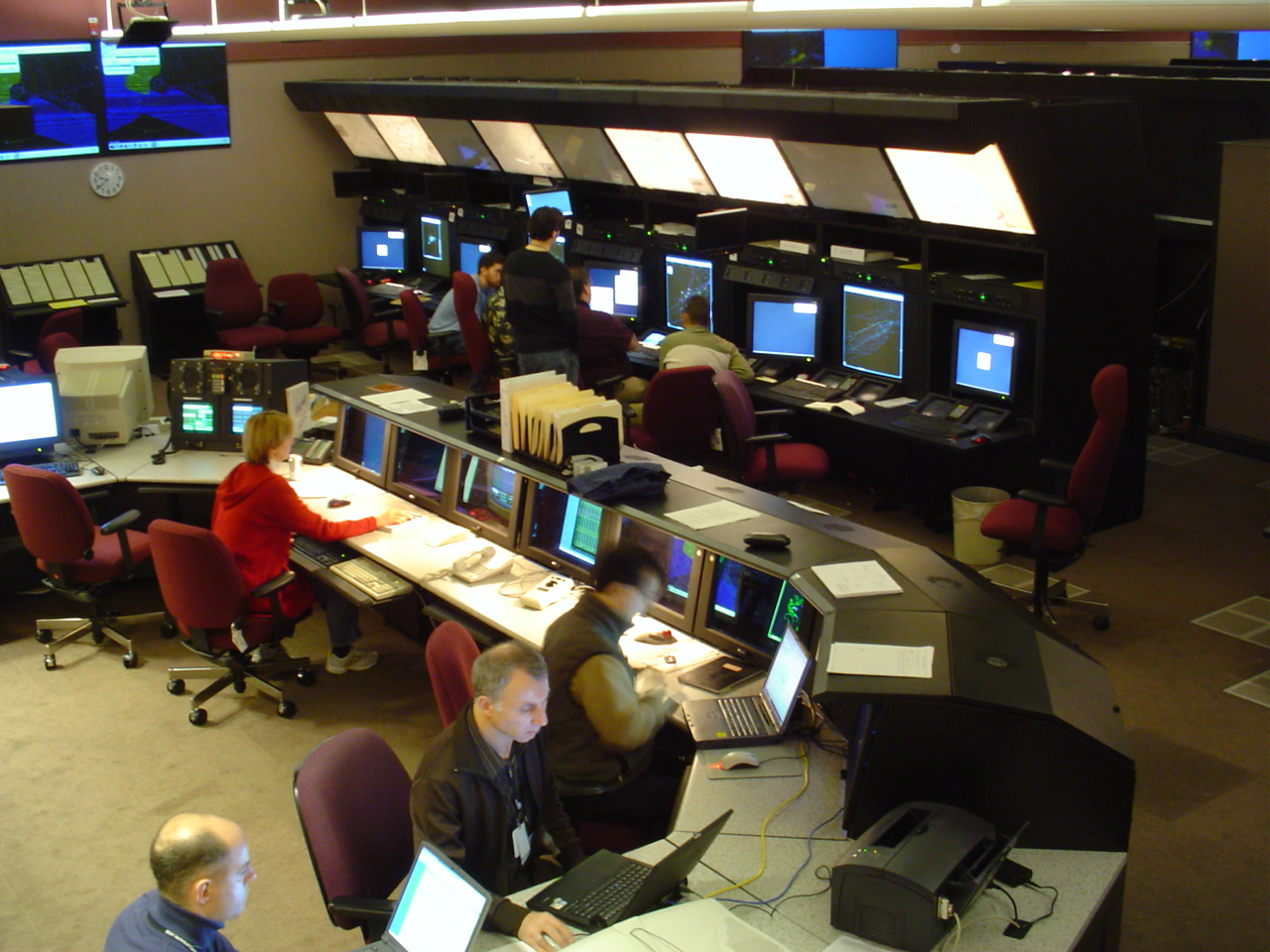
アメリカにおける航空路管制業務の様子。

航空管制官が実施する主要な業務は、飛行場管制業務、進入・ターミナルレーダー管制業務、航空路管制業務に大別される。飛行場管制は空港内の管制塔にて、進入・ターミナルレーダー管制は空港事務所内のIFRルームにて、航空路管制は国内3箇所にある航空交通管制部にて、それぞれ勤務するのが一般的である。
航空管制官が配置されている空港は全国33空港であり、すべての空港に配置されているわけではない。軍民共用空港の多くでは自衛隊や米軍の管制官によって管制されているが（新千歳空港、岩国空港など）、那覇空港では国土交通省の航空管制官が管制する。また、山形空港や静岡空港のような比較的小規模な空港には航空管制官は配置されず、代わりに航空管制運航情報官が対空援助業務を行う（レディオ空港、リモート空港）。
東京国際空港や関西国際空港のような24時間離着陸が可能な空港はもとより、成田国際空港のような離着陸時間に制限のある空港でも、貨物機の地上管制や緊急機の着陸に備えるために航空管制官が24時間勤務している場合がある。また、航空交通管制部や航空交通管理センターでは、日本上空を通過するおよそ全ての民間航空機を管制する必要があるため、航空管制官が24時間勤務している。こうした24時間勤務の官署では、シフト制や輪番制が採られている。
航空管制官は、勤務地に応じて必要な資格を取得しなければならない。例えば採用後、福岡管制部に配属された場合、航空路管制業務と福岡管制部での限定資格を取得する。その後、成田空港に転勤した場合、新たに飛行場管制業務の資格と成田空港の資格を取得する必要がある。さらにその後に大阪空港に転勤した場合、既に飛行場管制業務は保持しているが、新たに大阪空港の限定資格を取得する必要がある。再び福岡管制部に配属された場合には、その技量を確認するため、認定試験を受験しなければならない。
国家公務員の身分であることから、数年おきに全国規模の異動がある。また、現場で一定の経験を積んだ後、国土交通省航空局（本省内部部局）や地方航空局（地方支分部局）に勤務して企画立案や管理部門等での行政事務職に従事する者、航空保安大学校（本校および岩沼研修センター）で教官業務に従事する者、システム開発評価・危機管理センターの開発評価管理官となる者、あるいは国際民間航空機関への出向や、国際協力機構による派遣で海外機関で勤務する者もいる。全体として空港勤務よりも航空交通管制部や航空交通管理センター等空港外で勤務する航空管制官の方が多い。

### 採用

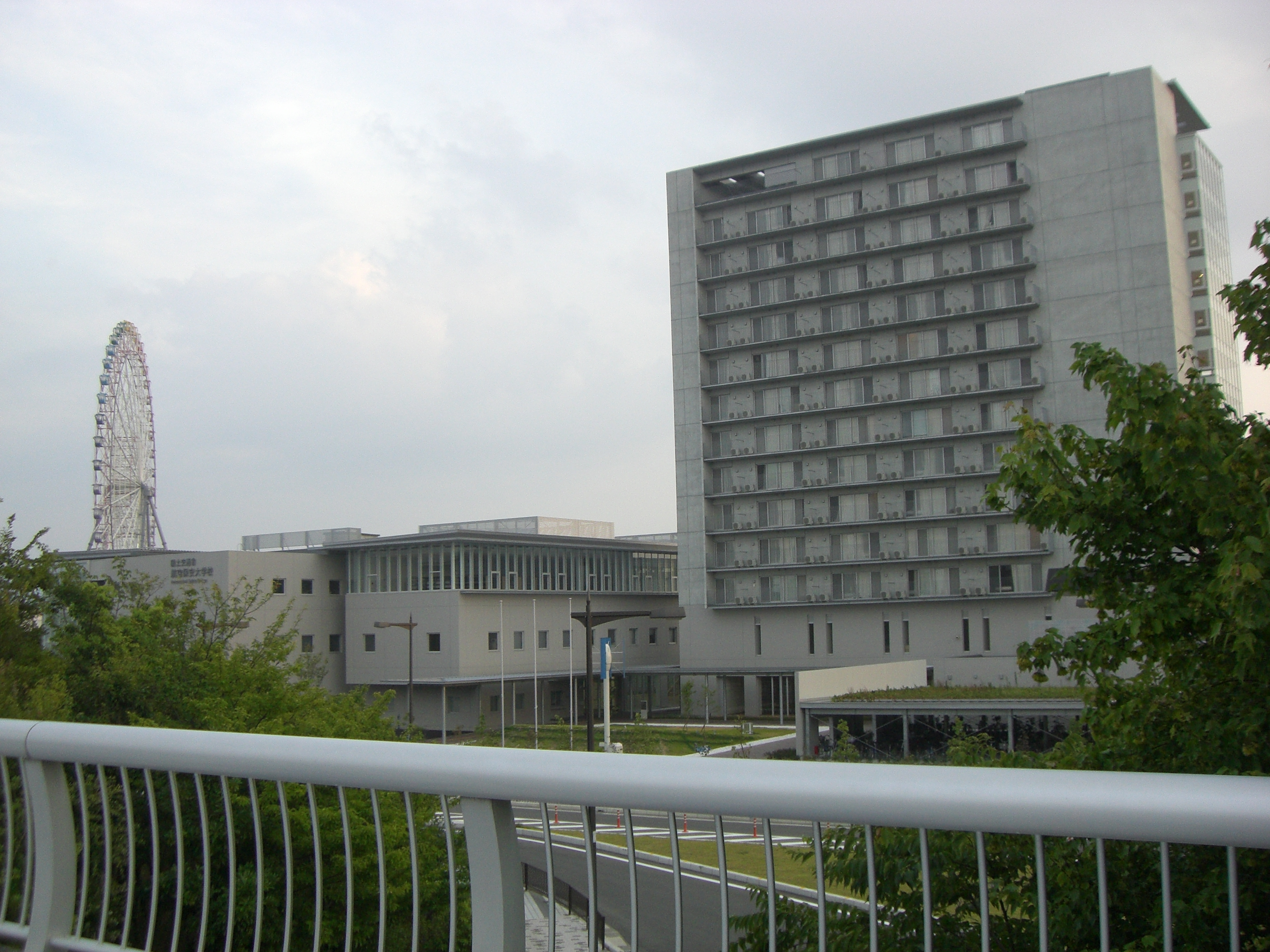
航空保安大学校本校（泉佐野市）

航空管制官になるには、国家公務員専門職試験である航空管制官採用試験（大卒程度）に合格して国土交通省の国家公務員として任用され、航空保安大学校において航空管制官基礎研修課程の研修を受ける。
かつては、大卒程度の「専修科」および高卒程度の「航空管制科」（本科）での研修によって航空管制官となることができたが、2008年（平成20年）度採用試験をもって本科が廃止された。よって平成21年度より航空管制官となる道は、大卒程度の「航空管制官基礎研修課程」のみとなっている。
研修期間は、専修科時代は6ヶ月間、基礎研修課程開始以降は1年間であったが、2016年（平成28年）12月採用より8ヶ月間へと短縮された。航保大における研修を修了した後、日本各地の空港や航空交通管制部などへ配属され、現場での訓練（OJT）を経て技能証明を取得することで自立した航空管制官となる。
実際に航空管制業務を行うには航空無線通信士の資格が必要であるため、養成課程で取得する。
航空管制では、原則として航空英語が用いられるため、航空管制官には筆記だけではなく一定の会話能力が求められる。そのため採用試験では、英語の専門試験としてリーディング・リスニング・スピーキングの試験が行われており、他の公務員試験と比して英語の占める得点比率はかなり高い。また、作業記憶力や状況判断能力などを試す適性試験の他、視力や聴力等の身体条件の検査も通過する必要があるなど、公務員試験の中では異色の試験である。
自衛隊では自衛官候補生から進むことも出来るため、条件は高卒程度である。また技術曹として技能証明保有者や基礎試験合格者を不定期に募集している。

### 法体系上の地位
航空法では、航空交通の安全に係る操縦士の要求に基づく管制業務上の指示・承認及び許可は、国土交通大臣の行う法律事項（航空法第94条ないし99条）として定められている。なお、航空法第96条では「航空機は、航空交通管制区又は航空交通管制圏においては国土交通大臣が安全かつ円滑な航空交通の確保を考慮して離陸若しくは着陸の順序、時機若しくは方法又は飛行の方法について与える指示に従って航行しなければならない」と規定してあり、条文上は「大臣が行なう法律事項」であって「航空管制官」が直接行なうとは規定していないし、航空法にも「航空管制官」という言葉はない。
航空法施行規則第240条において「国土交通大臣の権限で次に掲げるものは、地方航空局長に行なわせる」として、同条第33号において「法第96条第1項及び第2項の規定による指示並びに同条第3項の規定による連絡に関する業務で飛行場管制業務、ターミナル・レーダー管制業務及び着陸誘導管制業務に係るもの」、また同施行規則第242条の2において「国土交通大臣の権限で次に掲げるものは、航空交通管制部長に行なわせる」として、同条第6号において「法第96条第1項の規定による指示及び同条第3項の規定による連絡に関する業務で進入管制業務に係るもの」の規定により国土交通大臣の権限を地方航空局長並びに航空交通管制部長に職権を委任している。
更に、地方航空局組織規則第55条第1項には「管制部に、航空管制官(…)を置く」とし、同条第2項は「航空管制官は、次に掲げる事務をつかさどる」と規定してあり、具体的には、
- 第1号　飛行場管制業務及びターミナル・レーダー管制業務に関すること
- 第2号　航空法第95条ただし書の規定による許可に関すること
- 第3号　航空路管制業務を行なう機関と航空機との航空交通管制及び航空機の位置情報に関する連絡に関すること（航空路管制業務を行なう機関又は航空機からの要請により行なうものに限る）
- 第4号　進入管制業務に関すること（航空交通管制部長が空港事務所長に委任した場合に限る）
- 第5号　航空路管制業務に関すること（航空交通管制部長が空港事務所長に委任した場合に限る）

という規定により、条文上初めて「航空管制官」と航空管制官が行なうべき具体的所掌事務が規定されている（航空路管制業務については、「航空交通管制部組織規則」第7条を参照）。
航空自衛隊、海上自衛隊、陸上自衛隊が行う航空管制業務は、航空法第137条の規定に基づいて国土交通大臣から防衛大臣に職権の委任が行われているものである。

### 日本航空機駿河湾上空ニアミス事故
航空機同士が異常接近して、乗客57人が重軽傷を負った事故を巡り、国土交通省東京航空交通管制部の指導担当管制官と管制官が起訴された。第1審の東京地方裁判所判決は無罪であったが、2008年（平成20年）4月11日、東京高等裁判所は一審判決を破棄し、指導担当管制官を禁錮1年6か月・執行猶予3年、管制官を禁錮1年・執行猶予3年とする有罪判決を言い渡し、2010年（平成22年）10月26日、最高裁判所第1小法廷は、上告を棄却した。両被告人は、禁錮以上の刑が確定したため、国家公務員法第76条の規定により失職した。
この判決に対して国際航空管制官連盟(IFATCA)は「航空安全管理システムの前提であり、第37回ICAO議会にて日本が賛同した安全文化 (Just Culture) の確立に反する。日本の航空の安全性に悪影響を及ぼす判決である。」として非難している。

## アメリカ
アメリカではビル・クリントン政権時から連邦航空局（FAA）から航空管制業務を分離する計画があった。その後も同様の提案が共和党などからあり、2017年6月5日、ドナルド・トランプ政権において航空管制業務を民営化する計画が発表された。
アメリカ合衆国のビジネスインサイダー誌によると、航空管制官の仕事は、最もストレスの高い職業のひとつであるという。

## ヨーロッパ
ヨーロッパにおいては、41箇国が参加するユーロコントロールにおいて全ヨーロッパの航空交通管制の管理と計画を行っている。政府機関、航法サービス提供組織、民間航空会社、軍、空港、その他の組織と協力して活動している。

## 管制官を扱った作品
- 映画
  - 「グランドコントロール 乱気流」(1998年) 主演 キーファー・サザーランド
    - 「キーファー・サザーランド IN エアポート24時」（上記作品の新DVDタイトル）

  - 「狂っちゃいないぜ」(1999年) 主演 ジョン・キューザック
  - 「ユナイテッド93」(2006年) 当時実際に勤務していた管制官が本人役として出演
  - 「ハッピーフライト」(2008年)
- ドラマ
  - 「TOKYO コントロール」（フジテレビNEXT）東京航空交通管制部を舞台にした連続ドラマ。航空路管制業務・進入管制業務が主題。
  - 「TOKYOエアポート〜東京空港管制保安部〜」（フジテレビ）羽田空港管制部を舞台にした連続ドラマ。上記作品の続編で、こちらは飛行場管制業務・ターミナルレーダー管制業務が主題。
- ドキュメンタリー
  - 「プロフェッショナル 仕事の流儀　第110回　空を守る、不動の男　航空管制官・堀井不二夫」（2009年 NHK)
  - 「FLY! FLY! FLY!」航空業界を扱ったドキュメンタリー。管制についての作品あり。
- ゲームソフト
  - 「ぼくは航空管制官シリーズ」
- パソコンゲーム
  - 「コントローラー」CSK､1984年､PC-8800シリーズ｡